# District historique de Kelly's Camp
Pour les articles homonymes, voir Kelly.
Le district historique de Kelly's Camp – ou Kelly's Camp Historic District en anglais – est un district historique dans le comté de Flathead, dans le Montana, aux États-Unis. Protégé au sein du parc national de Glacier, il est composé de cabanes en rondins à vocation touristique. Il est inscrit au Registre national des lieux historiques depuis le 23 décembre 2009.